# Batrachoseps
Batrachoseps är ett släkte av groddjur som ingår i familjen lunglösa salamandrar.
Dessa salamandrar förekommer i västra USA i delstaterna Oregon och Kalifornien, samt på halvön Baja California i nordvästra Mexiko. Arterna har ofta en långsträckt kropp och tvärliggande veck och de liknar så maskar. I motsats till andra salamandrar i västra Nordamerika finns endast fyra tår vid bakfoten. Extremiterna är små och nästan gömda. Födan utgör av små ryggradslösa djur som hittas jordhålor, i termitstackar eller i bergssprickor. Ofta förekommer en röd, ljusbrun eller tanfärgad strimma på ryggens topp. Tänder i överkäken finns endast hos vuxna hannar. Habitatet varierar mellan öknar, gräsmarker, buskskogar och skogar. Exemplaren gömmer sig ofta under stenar, bark, träbitar och i lövskiktet. De kan tappa svansen för att komma undan en fiende. Dessutom finns en körtelvätska som försvar mot ormar. Äggen läggs med gulesäck och de göms i jorden. De nykläckta ungarna är påfallande små.
Arter enligt Catalogue of Life:
- Batrachoseps attenuatus
- Batrachoseps campi
- Batrachoseps diabolicus
- Batrachoseps gabrieli
- Batrachoseps gavilanensis
- Batrachoseps gregarius
- Batrachoseps incognitus
- Batrachoseps kawia
- Batrachoseps luciae
- Batrachoseps major
- Batrachoseps minor
- Batrachoseps nigriventris
- Batrachoseps pacificus
- Batrachoseps regius
- Batrachoseps relictus
- Batrachoseps robustus
- Batrachoseps simatus
- Batrachoseps stebbinsi
- Batrachoseps wrighti

IUCN listar flera arter som nära hotad (NT) eller sårbar (VU) och några arter med kunskapsbrist (DD).

## Bildgalleri

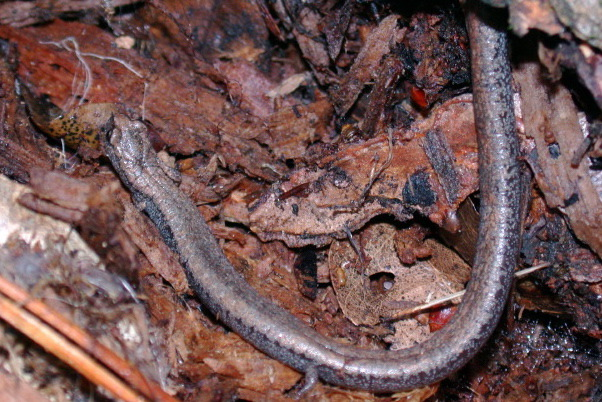
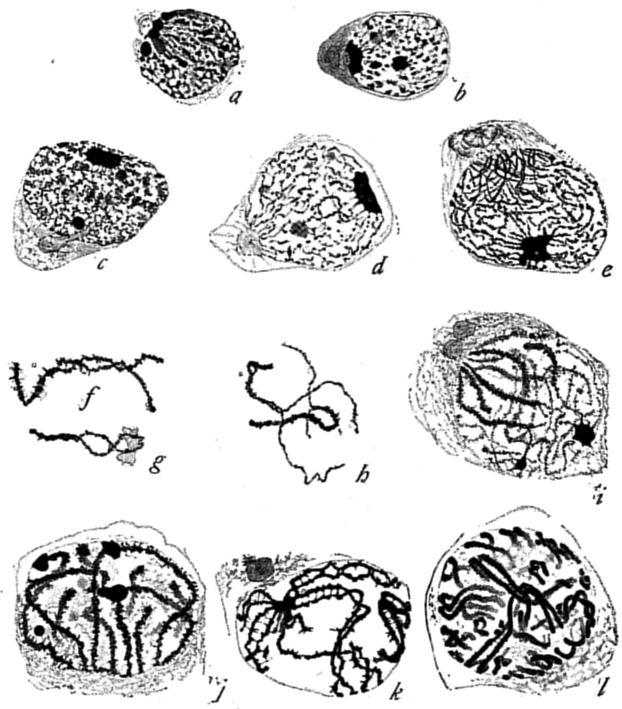
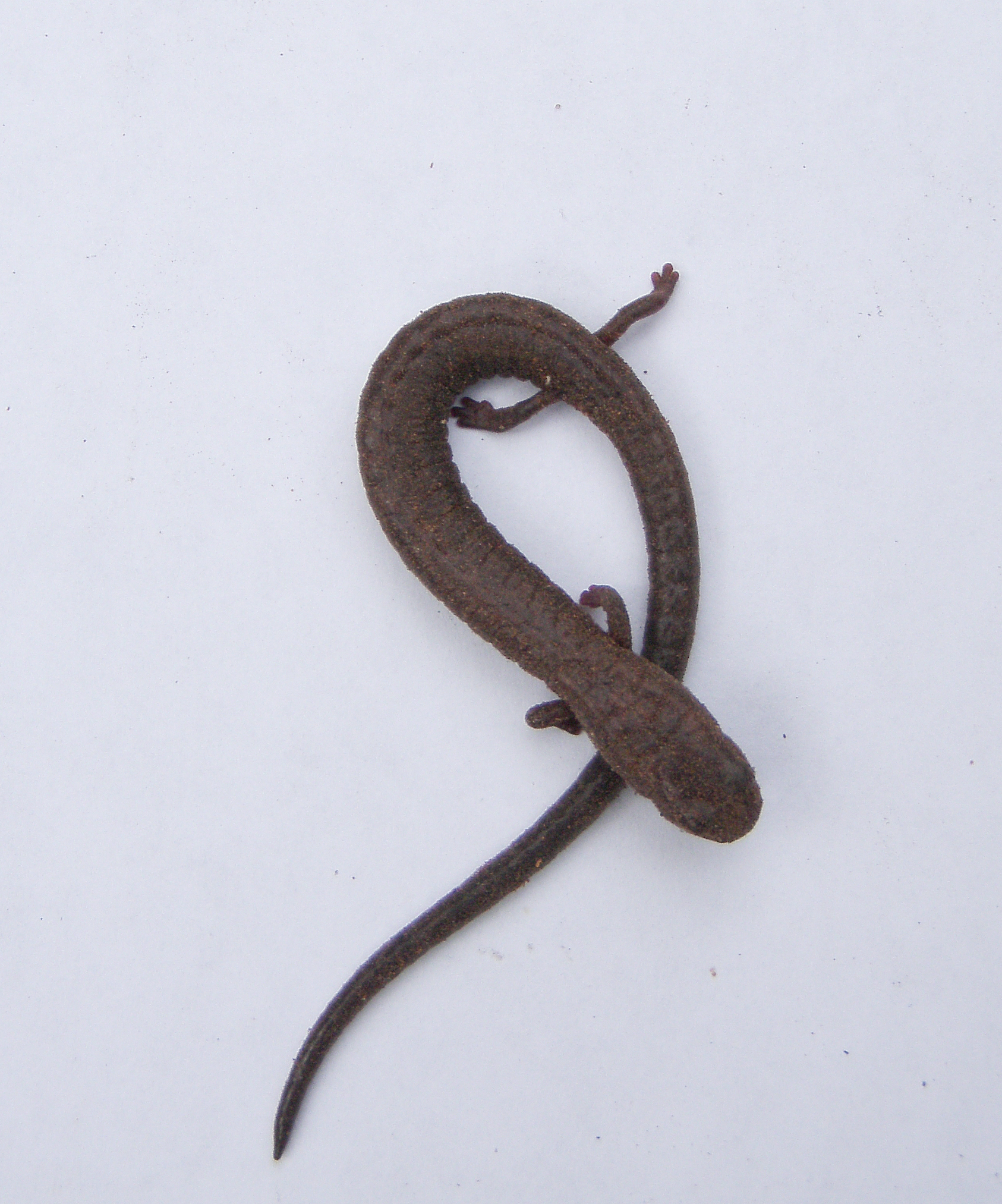
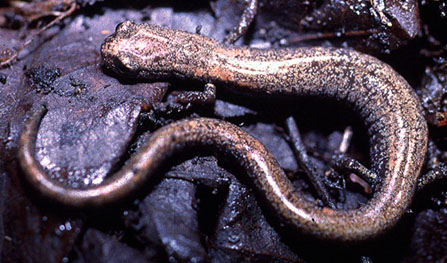
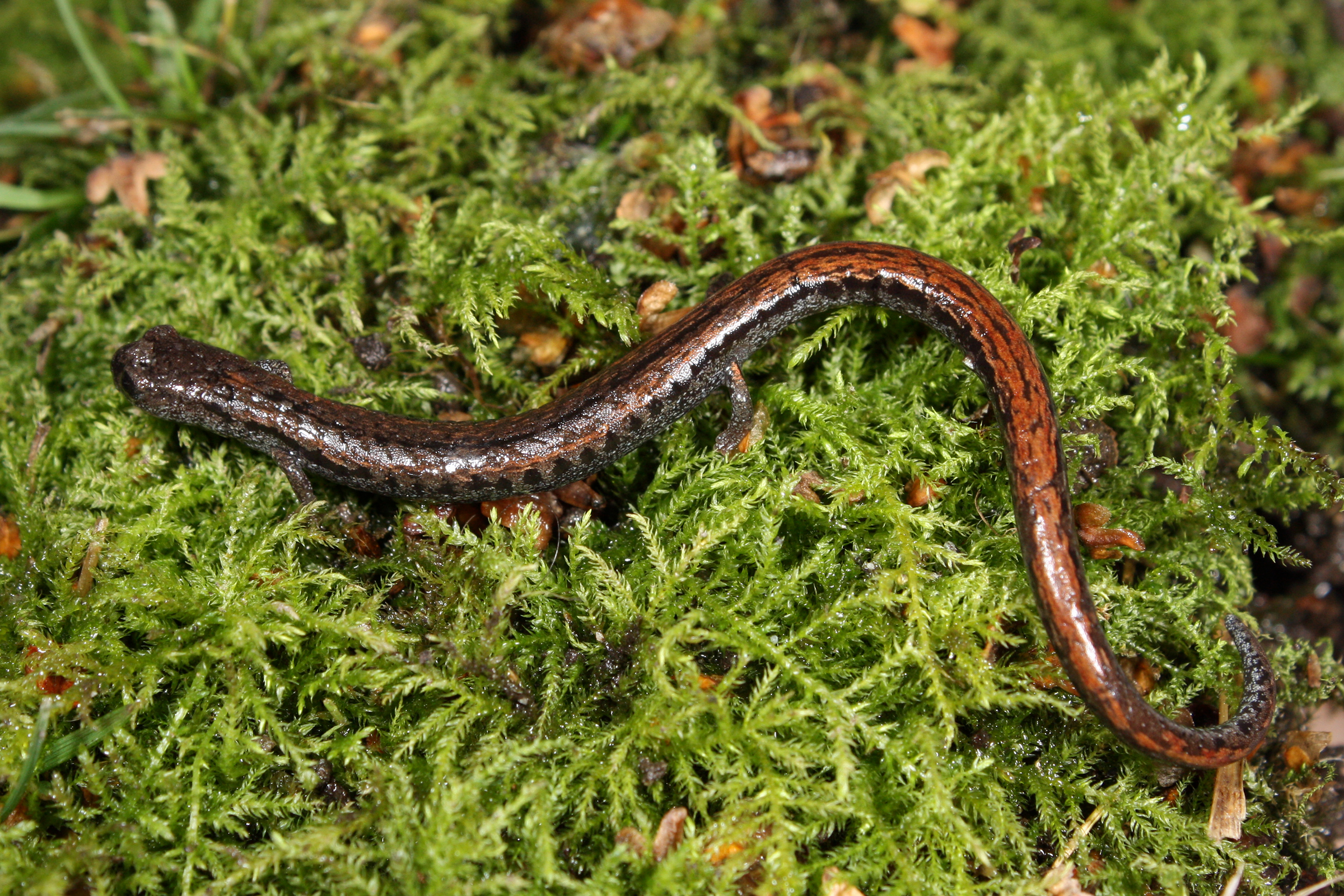